# McKenzie (Alabama)
McKenzie è un comune degli Stati Uniti d'America situato nelle contee di Butler, Conecuh dello Stato dell'Alabama.